# Église Saint-Luc de Melbourne-Sud
Pour les articles homonymes, voir Église Saint-Luc.
L’église Saint-Luc (anglais : St Luke’s Church) est un édifice religieux anglican du milieu du XIXe siècle situé à Melbourne, en Australie.

## Situation et accès
L’édifice est situé au no 210 de la rue Dorcas, dans la banlieue de Melbourne-Sud (anciennement Emerald Hill), au nord de la Ville de Port Phillip, et plus largement vers le centre de l’agglomération de Melbourne.

## Histoire

### Première pierre
La cérémonie de pose de la première pierre a lieu le 9 mars 1857, dans l’après-midi.

## Statut patrimonial et juridique
L’édifice fait l’objet d’un recensement dans l’Inventaire du patrimoine victorien depuis le 9 octobre 1974, avec un amendement le 11 février 2016.